# Connie Cant
Pour les articles homonymes, voir Cant.
Connie Cant, née le 5 mars 1964 à Montréal, est une joueuse canadienne de soccer évoluant au poste de milieu de terrain. Elle est la sœur de Maureen Cant.

## Carrière
Connie Cant fait partie du premier groupe convoqué en équipe du Canada féminine en juillet 1986. 
Elle compte 22 sélections et 4 buts en équipe du Canada entre 1986 et 1995. Elle reçoit sa première sélection le 7 juillet 1986, contre les États-Unis (défaite 0-2). Elle inscrit son premier but en équipe nationale le 7 juillet 1987, contre les Américaines (défaite 2-4). Elle participe au Tournoi international féminin de 1988 où le Canada est quart de finaliste. 
Elle obtient sa dernière sélection et marque à cette occasion son dernier but sous le maillot canadien le 24 avril 1991, contre Trinité-et-Tobago (victoire 6-0), lors du championnat féminin de la CONCACAF 1991, où les Canadiennes terminent deuxièmes.